# Alexandru Ciocâlteu
Alexandru Ciocâlteu (n. 9 decembrie 1949, Craiova, România) este un politician, medic, poet și scriitor
român. Alexandru Ciocâlteu a fost ales în legislatura 2004-2008 pe listele PRM, din iunie 2005 a devenit deputat independent iar din februarie 2006 a devenit membru PD, transformat ulterior în PD-L. În cadrul activității sale parlamentare, Alexandru Ciocâlteu a fost membru în grupurile parlamentare de prietenie cu Republica Franceză-Adunarea Națională și Republica Federală Germania.  
Alexandru Ciocâlteu este co-inventatorul unui aparat de dializă premiat la Salonul de Invenții de la Geneva, 2010. Alexandru Ciocâlteu este profesor universitar doctor și a susținut o vastă activitate științifică.

## Cărți
- Nefrologie clinică pentru examenul de rezidențiat, 2000
- Nefrologie. Vol. I (redactor)
- Nefrologie. Vol. II, 1997 (redactor)
- Tratat de nefrologie, 2006
- Gheața la mal. Strigătul umbrei. Dimineața ucigașă, Ed. Viața Medicală Românească, 1998
- Feeria din privată, 2010[3]